# Georg Pieper
Georg Pieper (* 1953) ist ein deutscher Psychologischer Psychotherapeut und Psychotraumatologe mit Erfahrung in der Betreuung von Großschadensereignissen. Pieper ist Dozent und Supervisor für Verhaltenstherapie und EMDR an verschiedenen staatlich anerkannten Ausbildungsinstituten und Autor. Georg Pieper ist Geschäftsführer des Instituts für Traumabewältigung ITB, betreibt das Notfallpsychologische Zentrum Dr. Pieper NZP und ist niedergelassen in Gladenbach im Landkreis Marburg-Biedenkopf.

## Leben
Pieper studierte Psychologie an der Albert-Ludwigs-Universität Freiburg, legte dort 1977 das Diplom ab und wurde mit der Dissertation Hilfen für Opfer von Katastrophen und gezielter Gewalt – ein Konzept zur psychotraumatologischen Versorgung 2006 promoviert. Nach fünfjähriger Tätigkeit in der Drogentherapie und fünfjähriger Tätigkeit in der Kinder- und Jugendpsychiatrie Marburg spezialisierte sich Pieper auf die Behandlung von Posttraumatischen Belastungsstörungen.
Er betreute ab 1988 über fünf Jahre die Opfer, Angehörigen und Einsatzkräfte des Grubenunglücks von Borken. 1988 betreute er auch die Betroffenen und Einsatzkräften der Flugschaukatastrophe Ramstein. Seit 1989 betreut er die Betroffenen des Tanklastunglücks von Herborn. 1993 bis 1996 übernahm Pieper die Betreuung der deutschen Geiselopfer im Libanon.
Pieper ist seit dem 1. Januar 2004 deutscher Vertreter in der Task Force on Disaster and Crisis der Europäischen Föderation der Psychologenverbände (EFPA).  Dort setzt er sich für die Entwicklung Europäischer Qualitätsstandards zur Versorgung von Katastrophenopfern ein. Mit Jürgen Bengel veröffentlichte er 2008 Traumatherapie in sieben Stufen – ein kognitiv-behaviorales Behandlungsmanual.

## Werke
- Hilfen für Opfer von Katastrophen und gezielter Gewalt: Ein Konzept zur psychotraumatologischen Versorgung. Dissertation, Universität Freiburg, Freiburg im Breisgau 2007 (online).
- Georg Pieper, Jürgen Bengel: Traumatherapie in sieben Stufen. Ein kognitiv-behaviorales Behandlungsmanual (SBK).  Huber Verlag, Bern 2007, ISBN 978-3-456-84541-8.
- Überleben oder Scheitern. Die Kunst, in Krisen zu bestehen und daran zu wachsen. Knaus, München 2012, ISBN 978-3-8135-0486-6. Als Taschenbuch: Wenn unsere Welt aus den Fugen gerät: Wie wir persönliche Krisen bewältigen und überwinden btb Verlag, München 2014, ISBN 978-3-442-74799-3
- Georg Pieper: Die neuen Ängste und wie wir sie besiegen können. btb Verlag, 2017, ISBN 978-3-8135-0768-3.